# Emil Atlason
Emil Atlason est un footballeur islandais né le 22 juillet 1993. Il évolue comme attaquant au sein de l'UF Stjarnan.

## Carrière

### En club
Emil est formé au FH, mais débute à 19 ans en championnat sous les couleurs du KR, club le plus titré d'Islande.
Pour sa première saison, il marque cinq buts en seize rencontres d'Úrvalsdeild, et joue trois matchs de coupe d'Islande, que le KR remporte. L'année suivante, il ne rate qu'un seul match de championnat, et fête le nouveau titre de champion décroché par le club de Reykjavik. En 2014, il ajoute une nouvelle coupe à son palmarès, mais ne dispute que quatorze matchs.
En janvier 2015, il passe des essais en Allemagne, notamment au Munich 1860. Mais c'est finalement avec le SC Preußen qu'il s'engage jusqu'à la fin de la saison . Le club est à l'époque deuxième de 3. Liga, la troisième division allemande. Mais à la suite de prestations peu convaincantes, il ne s'éternise pas en Rhénanie, et retourne gratuitement en Islande, au KR, qui le prête dans la foulée au Valur.

### En sélection
Emil n'a jamais été sélectionné chez les moins de 17 ans ou moins de 19 ans islandais.
En revanche, il se révèle lors des qualifications à l'Euro espoirs 2015. Deuxième de son groupe derrière la France, l'Islande espoirs bute finalement sur le Danemark en barrages. Elle n'accède donc pas à un deuxième Euro espoirs après celui de 2011, que Gylfi Sigurdsson et consorts avaient atteint. Avec huit buts marqués en dix matchs joués, Emil Atlason termine troisième meilleur buteur de la phase de qualification.

## Autres
Emil est le fils de Atli Eðvaldsson, légende islandaise des années 1980, et le neveu de Jóhannes Eðvaldsson, ancien international lui aussi.
Son frère Egill Atlason a joué en première division et dans les sélections de jeunes islandaises.

## Palmarès
- KR Reykjavik
  - Champion d'Islande en 2013.
  - Vainqueur de la Coupe d'Islande en 2012 et 2014.
  - Vainqueur de la Supercoupe d'Islande en 2012 et 2014.

- Valur Reykjavik
  - Vainqueur de la Coupe d'Islande en 2015.

## Distinctions individuelles
- Meilleur buteur du Championnat d'Islande de football 2023 (17 buts)[3]